# Uranoscopus archionema
Uranoscopus archionema — риба родини зіркоглядових, поширена в західній частині Індійського океану від Кенії до Моссел-Бей у Південній Африці і Мадагаскару, Реюньйону та Маврикію. Морська тропічна бентопелагічна риба, що сягає 33 см довжини.